# Isen (Bawaria)
Isen – gmina targowa w Niemczech, w kraju związkowym Bawaria, w rejencji Górna Bawaria, w regionie Monachium, w powiecie Erding. Leży około 15 km na południowy wschód od Erdinga, nad rzeką Isen, przy linii kolejowej Monachium – Isen.

## Demografia
Dane o ludności z 31 grudnia 2008:
| Opis                                | Ogółem | Ogółem | Kobiety | Kobiety | Mężczyźni | Mężczyźni |
| ----------------------------------- | ------ | ------ | ------- | ------- | --------- | --------- |
| Jednostka                           | osób   | %      | osób    | %       | osób      | %         |
| Populacja                           | 5295   | 100    | 2639    | 49,84   | 2656      | 50,16     |
| Wiek przedprodukcyjny (0–17 lat)    | 1137   | 21,47  | 529     | 9,99    | 608       | 11,48     |
| Wiek produkcyjny (18–65 lat)        | 3290   | 62,13  | 1637    | 30,92   | 1653      | 31,22     |
| Wiek poprodukcyjny (powyżej 65 lat) | 868    | 16,39  | 473     | 8,93    | 395       | 7,46      |

## Polityka
Wójtem gminy jest Siegfried Fischer, rada gminy składa się z osób.
|      | CSU | SPD | FW | Mittbach-Liste | NBL | Razem |
| 2008 | 4   | 2   | 7  | 3              | 4   | 20    |
| 2002 | 7   | 2   | 7  | 4              | -   | 20    |